# Carena de Besora
|  | Aquest article tracta sobre aquesta serra del municipi de Navès. Vegeu-ne altres significats a «Besora». |

La Carena de Besora és una serra situada a Besora, al municipi de Navès (Solsonès).
De direcció predominant nord-sud, assoleix la seva màxima altitud (850,3 metres) al seu extrem nord en un turó en el cim del qual s'hi va bastir el Castell de Besora. Des d'allà va descendint fins a la masia de les Planes de Besora on acaba a 650 metres d'altitud. Per la falda oriental hi transcorre la Rasa d'Albereda mentre que per l'oriental hi baixen la Rasa de Cal Maiet i el Torrent de l'Alguer. Cap a la fi de la carena, a uns 300 metres a ponent d'aquesta, s'hi alça el Tossal Rodó